# Старий Вонток
Старий Вонток (пол. Stary Wątok) — міська річка в Польщі, у Тарновському повіті Малопольського воєводства. Права притока Білої, (басейн Балтійського моря).

## Опис
Довжина річки приблизно 3,12 км, найкоротша відстань між витоком і гирлом — 1,97  км, коефіцієнт звивистості річки — 1,59 . Річка повністю каналізована.

## Розташування
Бере початок на висоті приблизно 200 м над рівнем моря у центральній частині міста Тарнів. Тече переважно на південний захід понад Митницею та Торговим центром і на висоті 190,3 м над рівнем моря у спортивній зоні впадає у річку Білу, праву притоку Дунайця.